# Philia
Philia är Versailles CD-singel och det gavs ut den 16 mars 2011.

## Låtförteckning
| Nr           | Titel         | Text         | Musik        | Längd |
| ------------ | ------------- | ------------ | ------------ | ----- |
| 1.           | Philia        | Kamijo       | Hizaki       | 5:58  |
| 2.           | Judicial Noir | Kamijo       | Hizaki       | 4:20  |
| 3.           | Desert Apple  |              | Hizaki       | 3:56  |
| Total längd: | Total längd:  | Total längd: | Total längd: | 14:14 |

| 1. | Rosen Schwert                | Kamijo | Kamijo        |  |
| 2. | Princess -Revival of Church- | Kamijo | Hizaki        |  |
| 3. | Catharsis                    | Hizaki | Hizaki & Teru |  |
| 4. | Reminiscence                 |        | Teru          |  |
| 5. | Desert Apple                 |        | Hizaki        |  |
| 6. | Aristocrat's Symphony        | Kamijo | Kamijo        |  |
| 7. | Sympathia                    | Kamijo | Hizaki        |  |

| 1. | Philia (PV) | Kamijo | Hizaki |  |